# Dominique Guellec
 (août 2009).
Si vous disposez d'ouvrages ou d'articles de référence ou si vous connaissez des sites web de qualité traitant du thème abordé ici, merci de compléter l'article en donnant les références utiles à sa vérifiabilité et en les liant à la section « Notes et références ».
Dominique Guellec est un économiste et statisticien français.

## Biographie
Il est admis à l'ENSAE, où il étudie de 1984 à 1987.
Il devient économiste principal à l'OCDE. Il est responsable du service des politiques d'innovation, chargé de conseiller les 34 pays membres de l'Organisation et les pays émergents sur leurs politiques en matière de science, de technologie et d'innovation. Il a contribué à l'élaboration de diverses études de l'OCDE concernant les changements technologiques et la croissance économique. Il quitte poste en 2019.
Il a été chef-économiste de l'Office européen des brevets.
Il a publié divers ouvrages et articles sur l'économie de la croissance, l'innovation et les brevets.
Il fut aussi dans sa jeunesse l'un des membres fondateurs de Radio Gribouille.